# 阿八哈
阿八哈（转写：Abaqa qan，1234年2月27日—1282年4月1日），又译作阿不哥、阿不合、阿八合，蒙古帝国人物，旭烈兀之長子，伊兒汗國的第二任君主。1265年6月19日 - 1282年4月1日在位。

## 生平
阿八哈出生于1234年2月17日，是伊尔汗国的建立者旭烈兀的长子。抚养他长大成人的继母是旭烈兀最心爱的妻子脱古思可敦，一个虔诚的景教徒。脱古思可敦是波斯地区蒙古人的精神领袖，她对各个宗教教派都很宽容。阿八哈很可能与他的父亲一样，是一个藏传密宗的佛教徒，但是受到他母亲的影响，他也很同情基督教。作为旭烈兀最喜欢的儿子，阿八哈被任命为突厥斯坦的管理者。
1264年，阿八哈被父亲封领伊拉克、呼罗珊之地，在徒思（今伊朗东北部马什哈德北）建帐。1265年2月8日，旭烈兀因病去世。在死前，他曾与拜占庭帝国皇帝米海尔八世协定，迎娶米海尔八世的女儿玛丽亚·佩利奥洛吉娜。当玛丽亚到达波斯时，旭烈兀已经死了。因此，她就嫁给了旭烈兀的儿子阿八哈。阿八哈在迎娶玛丽亚的同时登基成为伊儿汗。同年晚些时候，脱古思可敦死后，精神领袖的角色就转移到了玛丽亚身上。
阿八哈在旭烈兀死后四个月接管了权力，之后他花了数月的时间重新分配了邑地，分封诸弟雅失木忒等人。阿八哈把伊儿汗国的首都定在了大不里士。该城后来继续作为都城，直到波斯歷史的蒙古王朝结束，其间只有完者都统治时期除外。与旭烈兀一样，阿八哈也把自己看成仅仅是忽必烈大汗的副手，在他的请求下，忽必烈向他颁发了授职书。1270年，忽必烈正式册封他为伊儿汗。1271年，他派炮手阿老瓦丁、亦思马因至大都，帮助忽必烈攻打南宋。

## 军事

### 与金帐汗国的战争
从旭烈兀统治以来，伊儿汗国一直与金帐汗国处于交战状态（爭奪阿塞拜疆地區），这一状况持续到了阿八哈统治时期。1266年春天，金帐汗国发动攻势。这次进攻的部分原因是由于金帐汗国与埃及马木留克王朝的军事同盟：金帐汗国通过转移阿八哈的注意力，使他无暇进攻自阿音扎鲁特战役之后被马木留克王朝控制的叙利亚地区。直到1267年别儿哥汗死后，金帐汗国的敌对行动才中止。此后，在忽必烈大汗的干预调停下，金帐汗国的继任者忙哥帖木兒没有再对阿八哈的领地发动过大规模的进攻行动，但他依然保持着和马木留克王朝的同盟关系。

### 与察合台汗国的战争
忽必烈称汗后，窝阔台的孙子海都恼于自己身为大汗嫡孙而不得立，与金帐汗国的忙哥帖木儿和察合台汗国的八剌汗在塔剌思结成同盟对抗忽必烈和阿八哈，他们推举海都为中亚的统治者。
1270年，八剌汗发动对波斯的入侵。阿八哈在一次蒙蔽敌人的佯装退却之后，于1270年7月22日在赫拉特附近击溃了八剌，收复呼罗珊。次年（即1271年），阿八哈派兵向察合台汗国实施报复，他成功地洗劫了布哈拉，俘获五万人。直到1280年之前，伊儿汗国与察合台汗国之间仍不断有小规模的武装冲突。

### 入侵叙利亚

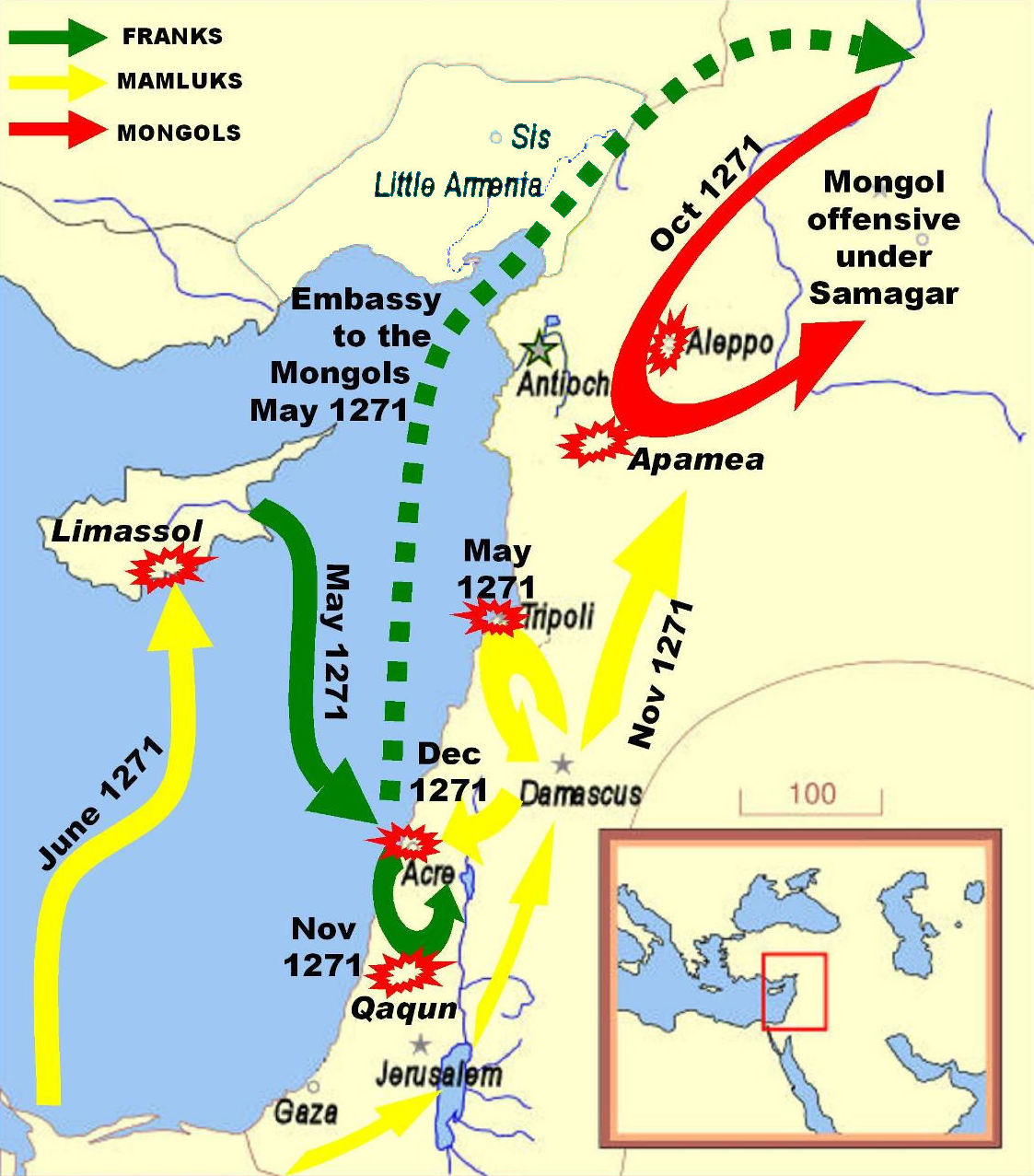
1271年战争中蒙古军队的动向（红色）

#### 加入第九次十字軍東征
1260年，旭烈兀统治时期，安条克的波希蒙德六世受到他的岳父，小亚美尼亚的海屯一世的影响，自愿让安条克和的黎波里成为伊儿汗国的附庸国。到1268年，马木留克王朝的拜巴尔一世攻占了安条克。由于安条克的陷落，1271年，英国的皇諸爱德华一世发起了第九次十字军东征。他同时向阿八哈派出使者，希望得到援助。阿八哈同意了他的请求，答应派出一万名骑兵从小亚细亚进攻叙利亚。
蒙古军队从阿勒颇南下，虽然他们兵力不多，但是却引发了南方直到开罗的大批穆斯林的逃亡。而另一方面，爱德华一世的军队则完全无法协同蒙古军队的作战，他们甚至没有能取得一场像样的胜利。阿八哈的军队最终只得撤退。当拜巴尔一世开始反击的时候，蒙古军队早已退回到幼发拉底河以北了。

#### 1280-1281年战争
1277年，拜巴尔一世去世。1280年，阿八哈再度发动了对叙利亚的进攻。10月20日，蒙古军占领阿勒颇。阿八哈向阿卡派出使节，请求十字军增援。但是十字军正和马木留克王朝处于一个十年的休战期，于是拒绝了蒙古人的要求。而耶路撒冷王国此时正卷入另一场战争。阿八哈号召法兰克人发起新一次的十字军东征，但是只有爱德华一世（缺乏资金而无法前来）和医院骑士团积极响应。蒙古人最后只得撤退了，他们通知法兰克人他们将在1281年冬天派出五万蒙古骑兵和五万步兵卷土重来，但这一声音没能得到任何回应。

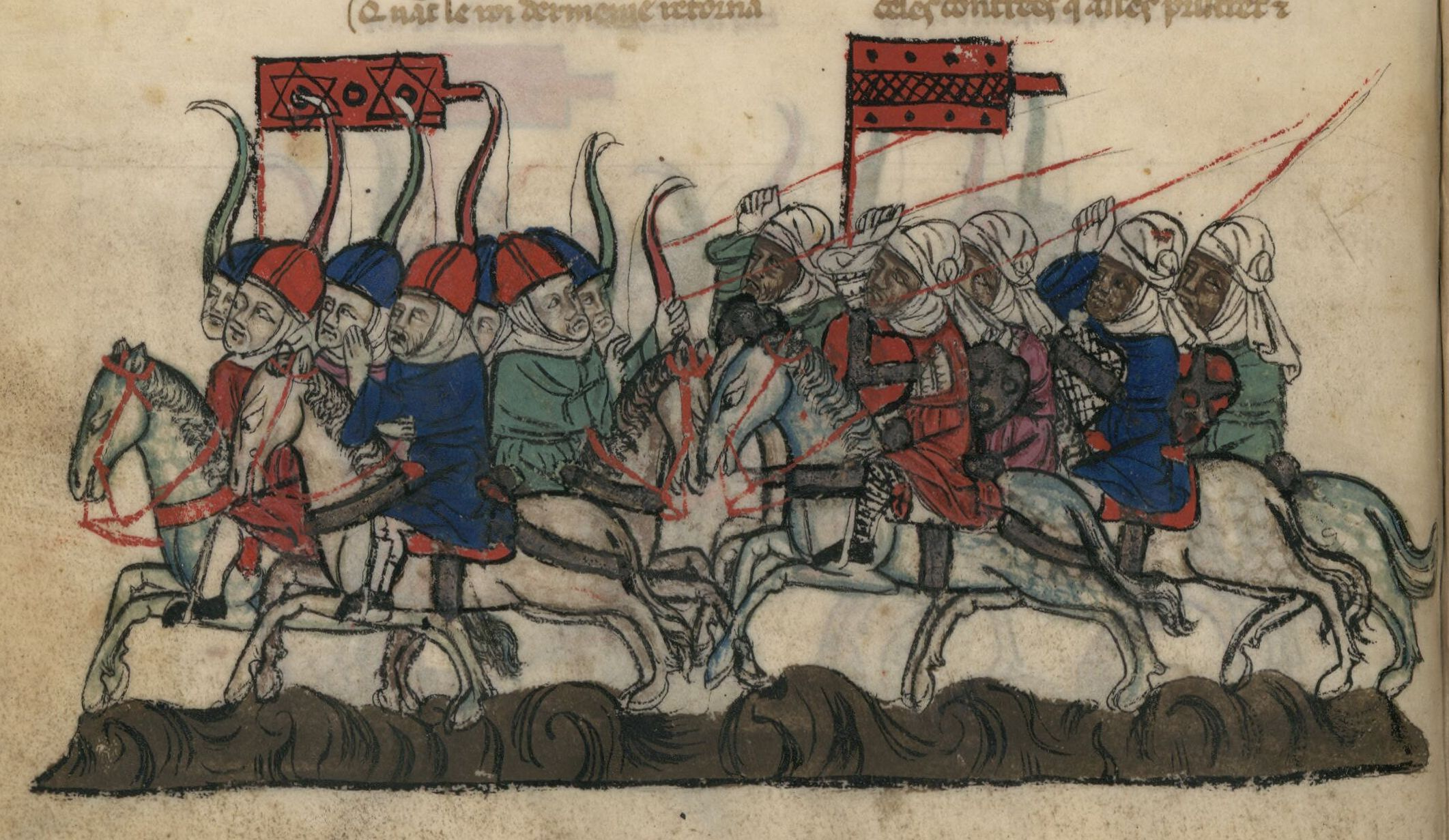
1281年霍姆斯战役中被击退的蒙古军队（左）

#### 1281年秋季战争
1281年9月，阿八哈发动了他事先宣布过的战争。他只得到了小亚美尼亚和医院骑士团的协助。10月30日，五万蒙古军，加上三万亚美尼亚人、東羅馬人、格鲁吉亚人和两百人的医院骑士团与嘉拉温苏丹率领的马木留克军主力遭遇，第二次霍姆斯战役打响。蒙古军曾一度击溃了马木留克的左翼，但随后其中路军被嘉拉温亲自率军重创，阿八哈在战斗中负伤，蒙古军士气受到削弱，最终只得撤军。

## 逝世
1282年4月1日，阿八哈在哈马丹去世。他的去世与他过量的饮酒习惯不无关系。他的遗孀玛丽亚在他死后回到君士坦丁堡，拒绝了她父亲让她再次出嫁的要求，成为了一位修女。

## 家庭

### 妻妾
阿八哈有许多妻妾，其中王后（哈敦）有：
- 完泽哈敦（原为其父旭烈兀之妻）
- 秃乞台哈敦（原为其父旭烈兀之妃）
- 朵儿只哈敦
- 讷黑丹哈敦（塔塔儿氏）
- 亦勒秃思迷失哈敦（忽都鲁帖木儿之女）
- 八忒沙哈敦（英语：Padishah Khatun）（起儿漫忽忒巴丁·马合谋之女）
- 篾儿台哈敦（成吉思汗外孙木撒姊妹）
- 大不鲁罕哈敦（那海札鲁忽赤亲属）
- 帖思必捏哈敦（即玛丽亚·佩利奥洛吉娜，米海尔八世之女）

他的嫔妃则包括：
- 海迷失·额格赤
- 阔阔
- 不勒合臣额格赤
- 不鲁臣·额格赤
- 失邻·额格赤（后为异密富剌忒之妻）
- 阿额台·额格赤

### 子女
阿八哈育有两子、七女：
- 子：阿鲁浑（母为海迷失哈敦）
- 子：乞合都（母为讷黑丹哈敦）
- 女：要勒·忽都鲁（母为秃带哈敦，先后嫁给亦勒赤带·忽失赤、亦勒巴思迷失）
- 女：脱海（母为秃带哈敦，嫁给异密朵剌带·额玉迭赤）
- 女：篾里客（母为不鲁罕哈敦，嫁给那海札鲁勿赤之子秃罕）
- 女：秃罕出黑（母为阔阔，嫁给异密捏兀鲁思）
- 女：亦里·忽都鲁（母为不鲁臣·额格赤，嫁给许慎部忽儿巴台）
- 女：完泽台（母为不鲁臣·额格赤，嫁给格鲁吉亚（谷儿只）国王瓦赫坦二世与大卫八世）
- 女：不臣（母为篾儿台哈敦）

## 延伸阅读
[在维基数据编辑]
 《新元史/卷108》，出自柯劭忞《新元史》
 在维基共享资源阅览影像